# I mercenari 3
I mercenari 3 - The Expendables (The Expendables 3) è un film del 2014 diretto da Patrick Hughes, ed è il sequel del film I mercenari 2.
Il film è la terza pellicola della serie degli Expendables, iniziata nel 2010 e creata da Sylvester Stallone, protagonista dei film e regista del primo capitolo.

## Trama
Gli Expendables liberano dalla prigionia un vecchio amico di Barney Ross, Doc, approfittando del suo trasferimento su un treno blindato verso una prigione militare. Doc è un ex-medico e mercenario molto abile nell'uso dei coltelli e nelle arti marziali, che era stato già parte della prima squadra di mercenari fondata da Barney anni prima. Dopo averlo liberato, Barney gli rivela di averlo salvato anche per poterlo reclutare nella nuova squadra in quanto gli mancava un uomo per il loro prossimo incarico: intercettare un carico di bombe termobariche destinate ad essere consegnate ad un signore della guerra in Somalia. Arrivati al porto designato, Barney scopre, con enorme sorpresa, che il commerciante di armi che devono eliminare, che sapevano chiamarsi Victor Menz, è in realtà Conrad Stonebanks, l'uomo che aveva fondato con lui la prima squadra e che Barney credeva di avere ucciso anni prima, su incarico del Governo, per mettere fine ai crimini compiuti da Stonebanks durante le sue missioni. Barney ingaggia uno scontro a fuoco con Stonebanks, che ferisce gravemente il compagno Hale Caesar e fugge.
Tornati negli Stati Uniti, gli Expendables portano d'urgenza il loro amico in ospedale. Uscito dall'ospedale, Barney incontra l'agente della CIA Max Drummer, sostituto diretto di Church, che si lamenta con lui del fatto che non abbia portato a termine la missione assegnatagli. Barney sostiene che le informazioni fornitegli erano sbagliate, ma Drummer non sente ragioni; gli concede però una seconda chance per catturare Stonebanks e portarlo al Tribunale Internazionale dell'Aja per essere processato per crimini di guerra.
Barney, traumatizzato dall'incidente occorso a Caesar, riunisce i suoi amici al loro bar di fiducia. Dopo aver ribadito che loro ormai fanno parte del passato, scioglie la squadra, invitando i membri a cambiare vita prima che sia troppo tardi e facciano tutti una brutta fine. Neanche le parole di Christmas, furioso per la notizia, lo convincono a cambiare idea, e Barney si dilegua.
Le intenzioni di Barney, però, sono altre: la sera stessa parte per Las Vegas dove incontra il suo amico Bonaparte, che dovrà aiutarlo a formare un nuovo team di persone giovani e determinate per catturare Stonebanks. Le reclute, trovate nei più disparati luoghi di tutto il mondo, sono l'ex-marine John Smilee, la buttafuori Luna, l'hacker Thorn e l'esperto di armi e pugile Mars. Fra i candidati c'è anche un ex soldato spagnolo agile e veloce, ma un po' troppo anziano, Galgo, che continua a falsificare la sua richiesta di arruolamento perché disoccupato e convinto di essere ancora pronto per l'azione. Bonaparte lo rifiuta a priori per l'età avanzata.
L'appuntamento successivo di Barney è con Trench Mauser. Trench ha rintracciato Stonebanks in Romania, dove si sta recando per un importante affare di armi con un mafioso albanese. La stessa sera Barney e la nuova squadra volano con Trench fino a Bucarest e si paracadutano. Iniziano così a sorvegliare il palazzo dell'incontro già il giorno prima; dopo aver scattato delle fotografie dell'esercito privato di Stonebanks e aver pianificato l'assalto, si mettono all'opera. Di notte, mentre Barney e Luna aspettano in un furgone e Thorn disattiva i sistemi di sicurezza usando un drone, Smilee e Mars si calano dal tetto e si infiltrano nell'edificio. Mentre Stonebanks sta contrattando un carico di armi pesanti nascoste in mezzo a dei dipinti in modo da farli passare alla dogana, Barney e i suoi mercenari creano un diversivo e uccidono tutti gli uomini presenti, per poi stordire e catturare Stonebanks e portarlo con loro per consegnarlo alla CIA.
Stonebanks si risveglia nel furgone in cui lo stanno trasportando e inizia a provocare Barney ricordandogli il passato e accusandolo di aver rovinato tutto tra loro. Infuriato, Barney gli si avventa contro, ma viene convinto dagli altri a desistere. Sfortunatamente l'orologio di Conrad ha un GPS e pochi secondi dopo un elicottero li raggiunge sopra un ponte e spara un colpo di lanciarazzi contro il furgone, ribaltandolo. Mentre cerca di rimettersi in piedi, Barney è spinto nel fiume sottostante da un'altra esplosione, mentre Smilee, Luna, Thorn e Mars sono catturati dagli uomini di Stonebanks. Quest'ultimo si rialza e una volta liberatosi ordina ai suoi uomini di cercare il corpo di Barney.
Barney intanto viene trascinato dalla corrente e sbatte la testa contro una roccia, svenendo. Risvegliatosi su una riva e preso da una pattuglia di alleati di Stonebanks, estrae fulmineamente il suo vecchio revolver e li uccide, poi recupera una delle loro armi e si incammina nella vegetazione. Raggiunge Trench, che gli mostra un video su un tablet arrivato poco prima; Stonebanks ha infatti mandato un video, in cui sfida Barney ad andare a riprendersi i suoi ragazzi. Mentre si prepara a partire da solo per salvarli, Barney viene trovato da Galgo che gli offre di nuovo i suoi servizi. Barney questa volta accetta di dargli una possibilità, ma mentre sta decollando viene fermato dai suoi vecchi compagni Christmas, Gunnar, Toll Road e Doc, anch'essi intenzionati a non abbandonarlo.
Intanto Drummer telefona a Barney per informarlo che Stonebanks non ha provato neanche a nascondersi, e che si trova in Armenia. L'esercito armeno, essendo piccolo e corrotto, è sul libro paga di Stonebanks da anni e quindi la missione sarà molto più difficile del previsto. Perciò Drummer decide di intervenire personalmente in maniera non ufficiale assieme a Trench e al vecchio membro degli Expendables Yin Yang, ora al soldo di Trench.
Nel frattempo Barney è arrivato a destinazione insieme alla vecchia squadra e si incammina nella foresta per seguire le coordinate dategli dalla CIA. Attraversata la foresta, arrivano in una zona bombardata dove si trova un unico grattacielo ancora intatto. Gli Expendables perlustrano la zona e scoprono che le reclute sono tenute prigioniere all'ottavo piano, e una volta entrati li liberano senza problemi, ma da uno schermo Stonebanks li avverte che era tutto programmato per attirarli in quel posto, carico di C4 collegato ad un timer. Thorn interviene utilizzando il dispositivo jammer di Gunnar per bloccare il conto alla rovescia; lo blocca, ma siccome le batterie del suo dispositivo sono al minimo, hanno poco tempo a disposizione per scappare prima che il timer riparta. Stonebanks, furioso, ordina quindi alle forze armate armene di attaccare l'edificio con tutta la loro potenza, anche con carri armati ed elicotteri d'attacco. I nuovi membri e i veterani degli Expendables, dopo un iniziale litigio, superano le ostilità tra di loro grazie alle parole di Barney e decidono di lavorare insieme per uccidere gli uomini di Stonebanks.
Inizia una vera e propria guerra fra il manipolo di mercenari e l'esercito armeno, ma quando una seconda ondata di nemici inizia a muoversi, Drummer, Trench e Yang intervengono eliminando con il loro elicottero i nemici, poi sotto suggerimento di Barney atterrano sul tetto per far evacuare tutti prima che l'edificio venga distrutto. Tuttavia, Stonebanks trova e attacca personalmente Barney, coinvolgendolo in un violento corpo a corpo. Ross alla fine recupera il suo revolver e lo uccide, riuscendo finalmente a vendicarsi, ma subito dopo le bombe esplodono, facendo collassare l'intera struttura.
Gli Expendables intanto hanno raggiunto l'elicottero e stanno per partire, credendo che sia troppo tardi per Barney, ma improvvisamente Barney riesce ad uscire sul tetto e inizia a correre verso l'elicottero in partenza mentre il tetto gli si sbriciola sotto i piedi e si lancia nel vuoto. In mezzo al fumo i suoi compagni credono di averlo perso per sempre, ma una volta diradatosi il fumo lo trovano aggrappato ad un cavo che pendeva dall'elicottero. La squadra vittoriosa riparte, lasciando però Barney appeso per fargliela "pagare" scherzosamente del loro licenziamento.
Caesar intanto viene dimesso dall'ospedale e Barney accetta ufficialmente Galgo, Smilee, Luna, Thorn e Mars nella squadra, mentre gli Expendables festeggiano tutti insieme nel loro solito bar.

## Produzione

### Budget
Il budget del film è stato di circa 90 milioni di dollari.

### Riprese e location
Le riprese della pellicola sono iniziate il 19 agosto e sono terminate il 25 ottobre 2013; si sono svolte in Bulgaria, tra le città di Sofia e Varna, ed in Grecia, sul fiume Evros, mentre le scene interne sono state girate negli studios della Nu Boyana Film. A settembre 2013, Crews ha rivelato in un'intervista che Statham è sopravvissuto a un incidente sul set, quando il camion che stava guidando è finito nel Mar Nero dopo che i suoi freni si erano rotti.

### Cast

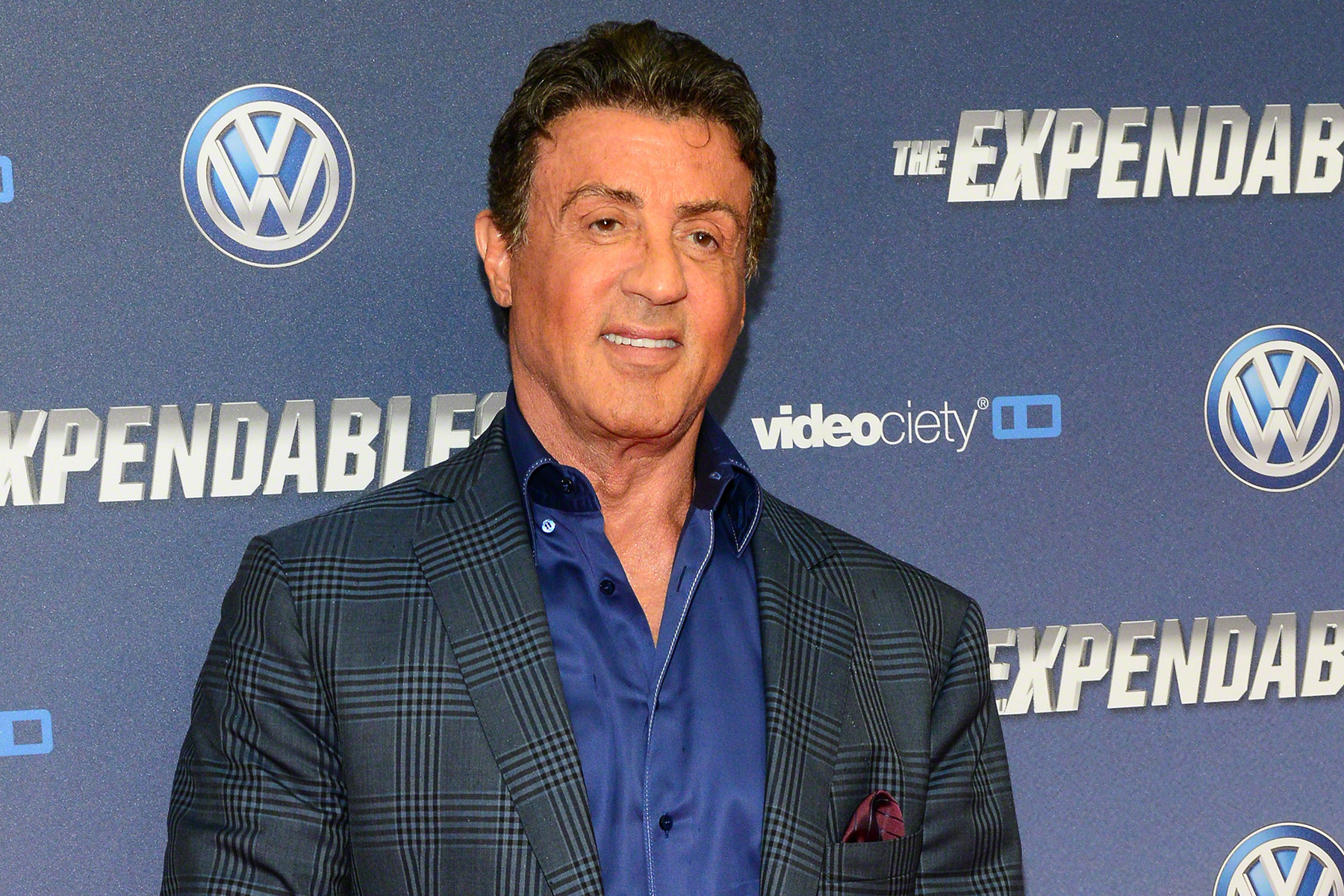
Sylvester Stallone alla première tedesca.

Gli attori confermati in questo terzo capitolo sono sempre Sylvester Stallone, Jason Statham, Jet Li, Dolph Lundgren, Arnold Schwarzenegger, Terry Crews e Randy Couture, tutti membri della squadra degli Expendables.
L'attore Bruce Willis doveva tornare in questo terzo capitolo dopo aver partecipato ai primi due, ma dopo aver chiesto 4 milioni di dollari per quattro giorni di riprese, Stallone e la produzione non hanno aumentato la loro offerta di 3 milioni e nel giro di tre giorni hanno sostituito Willis con Harrison Ford, che interpreta un personaggio nuovo.
Inizialmente era anche previsto un ritorno di Chuck Norris e Jean-Claude Van Damme, già superstar del secondo capitolo. Norris però rivelò già il 16 agosto 2012, alla première del secondo film a Los Angeles, di non voler partecipare al terzo capitolo della saga, ringraziando comunque tutti i colleghi che lo avevano accolto nel cast. Van Damme invece rivelò che Stallone lo aveva considerato per interpretare Claude Vilain, il fratello di Jean Vilain, antagonista del secondo film, ma alla fine il suo ruolo venne cancellato dalla sceneggiatura.
Nicolas Cage fu considerato per il ruolo di Bonaparte, andato poi a Kelsey Grammer.
Prima di firmare per interpretare l'antagonista del film, Mel Gibson fu scelto da Stallone per dirigere il film, ma Gibson rifiutò e divenne solo successivamente l'antagonista principale.
Fu offerto un ruolo a Jackie Chan, il quale pose la condizione che fosse un ruolo principale.
Milla Jovovich fu scelta per il ruolo di Camilla, ma dovette rifiutare per il sovrapporsi delle riprese di altri due film, così il ruolo è andato poi a Sarai Givaty.
Per il ruolo di John Smilee fu inizialmente considerato l'attore Lucas Till, ma alla fine fu scelto Kellan Lutz.
Questo è il primo film per Wesley Snipes dopo la condanna di tre anni scontati in carcere per evasione fiscale. Snipes doveva già essere nel cast dal primo film. L'attore stesso scherza su questo quando nel film i mercenari gli chiedono per quale motivo il suo personaggio fosse stato incarcerato, rispondendo appunto "per evasione fiscale".

### Regia
Inizialmente Stallone voleva Mel Gibson dietro la macchina da presa, ma dopo il suo rifiuto, viene scelto il semi-sconosciuto Patrick Hughes, che Stallone stesso annuncia tramite il suo account di twitter. Il direttore della seconda unità è il regista Dan Bradley, già collaboratore in questo ruolo di importanti film d'azione.

## Promozione
Il primo teaser trailer del film viene diffuso il 19 dicembre 2013; nel teaser i protagonisti del film, marciano schierati, all'interno di un hangar, sulle note di una famosissima marcia militare "fischiettata" resa celebre dal film Il ponte sul fiume Kwai del 1957, rivisitata in chiave rock per l'occasione.
Il 3 aprile 2014 viene diffuso il primo trailer in esclusiva sul sito Movies.Yahoo.com.
Per promuovere il film, la Millennium Films ha organizzato, in occasione del Festival di Cannes 2014, un evento speciale all'Hotel Carlton sulla Promenade de la Croisette, con la partecipazione di Sylvester Stallone, Jason Statham, Arnold Schwarzenegger, Mel Gibson, Harrison Ford, Wesley Snipes, Antonio Banderas, Dolph Lundgren, Randy Couture, Kellan Lutz, Ronda Rousey, Glen Powell e Victor Ortiz e del regista Patrick Hughes. Il cast ha raggiunto la Croisette a bordo di un tank dell'Armata Rossa.

## Distribuzione

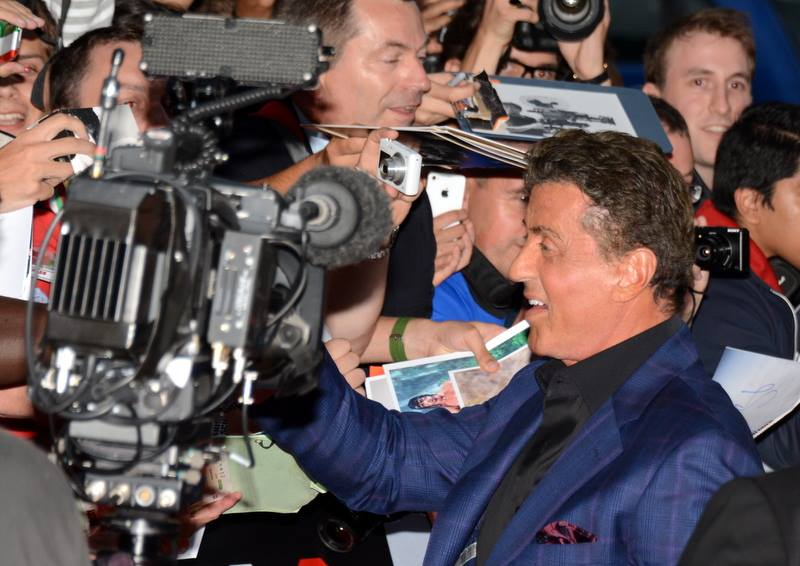
Sylvester Stallone alla première francese

La pellicola viene distribuita nelle sale cinematografiche statunitensi a partire dal 15 agosto 2014 ed in quelle italiane dal 4 settembre dello stesso anno.

### Divieto
In controtendenza con le due precedenti pellicole della saga, questo terzo episodio viene vietato solamente ai minori di 13 anni non accompagnati da maggiorenni per la presenza di violenza sotto forma di scontri a fuoco e scene di lotta, linguaggio non adatto ai più piccoli e sangue in computer grafica poco presente.

## Accoglienza

### Critica
La pellicola è stato accolta con recensioni generalmente negative. Rotten Tomatoes ha dato un punteggio del 32%, con una valutazione media di 4,3 su 10, sulla base di 174 recensioni. La recensione del sito dice: "Come i precedenti film, I Mercenari 3 offre un minimo di emozioni all-star per gli appassionati dei thriller d'azione della vecchia scuola, ma dato tutto il talento assemblato avrebbe dovuto essere molto più divertente." Su Metacritic, il film ha un punteggio di 35 su 100, sulla base di 36 recensioni.

### Incassi
Il film ha incassato 39.322.554 di dollari negli Stati Uniti e circa 206.172.544 a livello mondiale. Il botteghino in Italia è stato di 4.011.630 di euro.

## Riconoscimenti
- 2014 - Golden Trailer Awards
  - Nomination Miglior poster di un blockbuster estivo
- 2014 - Razzie Awards
  - Peggior attore non protagonista a Kelsey Grammer
  - Nomination Peggior attore non protagonista a Mel Gibson
  - Nomination Peggior attore non protagonista a Arnold Schwarzenegger

## Casi mediatici
Il 25 luglio 2014, tre settimane prima della première del film, la pellicola viene trafugata e caricata su internet, in 24 ore vengono eseguiti più di 189.000 download. Dopo una settimana, vengono stimati più di 2 milioni di download.
Il 31 luglio 2014, dalla casa di produzione del film, la Lionsgate, viene inoltrata una denuncia contro dieci individui anonimi per violazione del copyright, al tribunale federale della California. La casa di produzione ha riportato che una copia digitale del film è stata rubata e caricata su Internet. la Lionsgate ha dichiarato di aver mandato lettere di richiesta agli operatori dei siti (Limetorrents.com, Billionuploads.com, Hulkfile.eu, Played.to, Swankshare.com e Dotsemper.com), senza aver ricevuto alcuna risposta. Nel mese di agosto 2014, il sito Hulkfile.eu cessa le sue operazioni a livello mondiale, perché, la società  riferisce di non avere altra scelta dopo il danno causato dalla querela della Lionsgate. Nel giugno del 2015, la Lionsgate si trova in tribunale con gli operatori di Played.to, a causa dello streaming di una copia trafugata del film. I dettagli della transazione sono confidenziali e il sito rimane operativo.

## Sequel
Il 20 dicembre 2016 viene annunciato che il quarto capitolo della saga degli Expendables arriverà nei cinema nel 2018 e sarà il capitolo conclusivo della serie. Il 30 dicembre 2016 lo stesso Sylvester Stallone annuncia in un video pubblicato sul proprio profilo Facebook che il prossimo capitolo della saga è in lavorazione e sarà un film molto diverso dai precedenti.
Nell'aprile 2022 è stato annunciato il titolo di lavorazione: The Expend4bles.